# Hugo III de Arbórea
Hugo III (Molins de Rei, c.1337 - Oristano, 3 de março de 1383) foi juiz-rei de Arborea a partir de 1375.

## Primeiros anos
Nascido em 1337, na localidade catalã de Molins de Rei, Hugo era o filho primogénito de Mariano de Arbórea, filho mais novo de Hugo II de Arborea e Benedita, por isso com poucas hipóteses de sucessão, e Timbora de Rocabertí, catalã de origem, filha do nobre Dalmau de Rocabertí. Pertencia à dinastia sardo-catalã de Bas-Serra (ou Serra-Bas). Tinha duas irmãs mais novas: Beatriz e Leonor. Tinha também uma irmã mais nova, também chamada Beatriz, mas que faleceu muito jovem. 
Contava dez anos quando faleceu o seu tio Pedro III de Arbórea, filho mais velho de Hugo II, e sem descendência. A sucessão recaía em Mariano, pois Pedro não tivera descendência. Foi assim que Mariano acabou eleito pela Coroa de Logu do julgado, isto é, uma assembleia de prelados e funcionários da cidade, pelo que este partiu da Catalunha e regressou à capital de Arborea, Oristano. Hugo e as irmãs passaram assim grande parte da infância no Castelo de Goceano.
Àquela época Arborea dominava uma grande parte da ilha sarda e combatia já contra territórios de outros antigos julgados naquele momento em posse da República de Pisa, e também algumas incursões aragonesas desde os finais século XIII. Em 1297 essas incursões haviam sido validadas pelo Papa Bonifácio VIII ao coroar Jaime II de Aragão como Rei da Sardenha.
Mariano foi um grande juíz, pela capacidade simultânea de ser um bom legislador, e também um grande combatente. Guerreou contra Pisa e Aragão e procurou ainda novas alianças para si: casou Beatriz com o visconde Amalrico VI de Narbona, e, em 1376, Leonor com o magnata genovês Brancaleone Doria. Uma aliança com os genoveses convinha particularmente a Mariano visto que possuía também várias terras na Sardenha, que estavam a lutar, tal como a própria Arborea, contra a dominação aragonesa.
Em 1360, ele se casou com a filha (de nome desconhecido) de João de Vico, senhor de Viterbo, que pertencia à família Di Vico, e que faleceu em 1369, deixando-lhe uma única filha, Benedita.
Hugo participou da última campanha militar de Mariano IV contra Pedro de Luna, dirigindo uma das batalhas que levaram à derrota por uma emboscada catalã em Oristano, em 1365.

## Governo
Mariano IV faleceu em maio de 1376, e Hugo sucedeu-lhe diretamente depois da cerimónia de eleição da Coroa de Logu. Ganhou assim os títulos de Juíz-Rei de Arborea, conde de Goceano, Marmilla e Visconde de Bas. De muitas maneiras, ele continuou e desenvolveu a política do seu pai, sendo elogiado como um legislador, que deu o seu bom contributo para a Carta de Logu (emitida pelo pai e que seria atualizada pela sua irmã Leonor) e porque alcançou um governo sábio e moderado.

### As duas embaixadas do duque de Anjou
Tornando-se juíz, Hugo continuou a opor-se aos pedidos de Pedro IV de Aragão e dos seus súbditos que lutavam contra eles. Em fevereiro de 1377, Hugo recebeu no seu palácio de Oristano a primeira embaixada do duque Luís I de Anjou, irmão de Carlos V de França: o relatório é um valioso exemplo da vida e organização do Tribunal de Arborea.
Em agosto de 1378, outros enviados do nobre francês vieram a Oristano: a razão era sempre a mesma e que confirmava o tratado de aliança, que havia sido estipulado no ano anterior, contra o rei de Aragão e propor um casamento entre Benedita de Arborea, filha e herdeira de Hugo, e Luís, futuro Luís II de Anjou, e filho primogénito de Luís I. Esta proposta não fora nem foi aceite por Hugo.
Ele fez muitos inimigos entre a nobreza, que tentou incitar as classes mais baixas a uma rebelião. A 3 de março de 1383, Hugo e a sua filha de 13 anos, herdeira do trono, foram assassinados em Oristano, durante uma revolta popular. O juiz foi esfaqueado e atirado a um poço, talvez ainda vivo. Não se sabem concretamente os motivos do assassinato de um governante, que, apesar de tirano e autoritário, foi um inteligente e sábio legislador. Os rebeldes proclamaram uma "república", aplicando a lei, na qual Hugo e o seu pai já haviam contribuído em grande medida para consolidar, expandir e melhorar a soberania de Arborea.

## Problemas de sucessão e posteridade
O seu assassinato do irmão abriu um problema de sucessão na Sardenha. Os herdeiros que restavam eram os filhos das suas irmãs, que por ordem de sucessão seriam: Guilherme I de Narbona, filho de Beatriz, e depois Frederico e Mariano, filhos de Leonor. Porém Guilherme encontrava-se  distante, pelo que Leonor intercedeu junto da Coroa de Logu pelo próprio filho, Frederico, ainda jovem, que acabou por suceder ao tio, tendo a mãe como regente. Estudos recentes revelam uma carta de Amalrico VI a reclamar junto de Pedro IV de Aragão defendendo o filho, cuja posição fora usurpada por Leonor e os filhos, fazendo lembrar que Beatriz era mais velha que Leonor e que portanto os direitos dos filhos da primeira precediam os da segunda. Leonor intercedeu pela sucessão dos filhos contra Guilherme, o que acabou por acontecer. Frederico faleceu com dez anos de idade e foi sucedido pelo irmão Mariano. Este foi o último governante da ilha que, desde 1407, nunca mais foi independente. 
Hugo III, ofuscado pela figura lendária da sua irmã Leonor, só agora está a ser reconhecido, com uma interpretação mais subtil das fases de seu reinado e temperamento, como um dos governantes mais significativos de Arborea. Autoritário, inteligente e capaz, ele foi capaz de continuar o trabalho do seu pai Mariano IV. Apenas o fim violento impediu de tornar-se senhor de toda a ilha. Foi o último membro varão da Casa de Serra Bas. 